# دوري السوبر الدنماركي
دوري السوبر الدنماركي (بالدنماركية:Superligaen) هي الدرجة الممتازة لكرة القدم في الدنمارك، ويشارك في الدوري الممتاز 12 نادي. وتم تأسيسه في عام 1991.